# Họ Nguyệt xỉ
Họ Nguyệt xỉ, tên khoa học Adiantaceae (không phải tên đồng nghĩa của Pteridaceae) là một họ dương xỉ trong bộ Pteridales. Họ này bao gồm họ trước đây có tên là Vittariaceae. Các phân tích gen gần đây dựa trên gene diệp lục chứng minh rằng các loài dương xỉ trong họ vittarioid nằm trong chi Adiantum, làm cho chi này là cận ngành.